# Demografia de Tonga

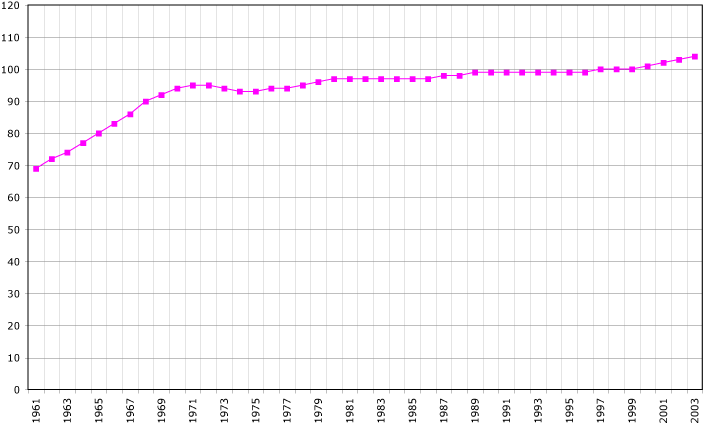
Gráfico da demografia de Tonga

Mais da metade dos habitantes de Tonga se concentra na maior das ilhas, Tongatapu, que conta com uma superficie de 257 km². A densidade do arquipélago é de 153 habitantes por km².
Apesar de muitos tonganeses terem migrado para o único núcleo urbano que há em todo o arquipélago, Nuku'alofa (onde convivem no modo de vida tradicional e o europeu), a vida nos povoados e os vínculos familiares seguem sendo muito importantes na cultura tonganesa. A vida cotidiana está muito influenciada tanto pelas tradições polinésias como pelo cristianismo: Por exemplo, qualquer atividade comercial é suspensa aos domingos, ao contrário da Constitução declarar sagrados os sábados.
Os tonganeses, grupo da raça polinésia com mistura da Melanésia constituem 98% da população. O resto é composto por europeus, mestiços europeus-tonganeses e imigrantes de outras ilhas do Pacífico.

## População
- 112.422 pessoas (Estimativa de julho de 2005)

## Expectativa de vida
- População total: 69,53 anos
  - Homens: 67,05 anos
  - Mulheres: 72,14 anos (Estimativa de 2005)

## Divisão por idades
- 0-14 anos: 36,2% (homens 20.738/mulheres 19.907)
- 15-64 anos: 59,7% (homens 33.226/mulheres 33.853)
- 65 anos ou maiores: 4,2% (homens 2.031/mulheres 2.667) (Estimativa de 2005)